# Provincia di Vallegrande
Vallegrande è una provincia del dipartimento boliviano di Santa Cruz ed il suo capoluogo è Jesús y Montes Claros de los Caballeros del Vallegrande, conosciuta semplicemente come Ciudad de Vallegrande.

## Geografia antropica

### Suddivisioni amministrative
La provincia è suddivisa in 5 comuni:
- Moro Moro
- Postrer Valle
- Pucará
- Trigal
- Vallegrande